# Nyagisabo
Nyagisabo är ett vattendrag i Burundi.   Det ligger i provinsen Cankuzo, i den centrala delen av landet, 110 km öster om huvudstaden Bujumbura.
I omgivningarna runt Nyagisabo växer huvudsakligen savannskog. Runt Nyagisabo är det ganska tätbefolkat, med 108 invånare per kvadratkilometer.